# Argos (radioprogramma)
Argos is een Nederlands radioprogramma van de omroepen VPRO en HUMAN (eerder ook de VARA), dat uitgezonden wordt op NPO Radio 1 op de zaterdagmiddag.
Het radioprogramma bestaat sinds oktober 1992. Argos probeert door middel van onderzoek misstanden en problemen uit de samenleving aan het licht te brengen en onder de aandacht van de politiek te krijgen. Het programma won in 2017 de prestigieuze Zilveren Reissmicrofoon, nadat het in 2002 al de Rooie Reus-Prijs had gekregen.
Sinds september 2012 verschijnt het televisieprogramma Argos TV - Medialogica op NPO 2, later hernoemd naar simpelweg Medialogica.
Vanaf september 2022 verschijnt Argos ook een aantal keer per jaar als televisieprogramma op NPO 2.

## Onderwerpen
Argos heeft onder andere onderzoek gedaan naar:
- de zaak-Louis Sévèke
- de Irakoorlog en het Nederlandse Irakonderzoek
- misstanden in de kledingindustrie
- misstanden rond kernenergie
- de Srebrenica-affaire, doofpotcultuur ten aanzien van een niet ontwikkeld fotorolletje
- milieuschandalen
- giftige matrassen
- gifgasleveranties in de jaren 80 vanuit Nederland aan Irak
- de Pakistaanse atoomspion Khan die onder druk van de CIA uit Nederland kon vertrekken
- ontzenuwen van de vermeende aanslag op minister Rita Verdonk
- Nederlandse commando's die begin 2002 hebben geopereerd in Kandahar (Afghanistan) voor de operatie Enduring Freedom tegen taliban-strijders